# Omorgus scutellaris
Omorgus scutellaris là một loài bọ cánh cứng trong họ Trogidae.

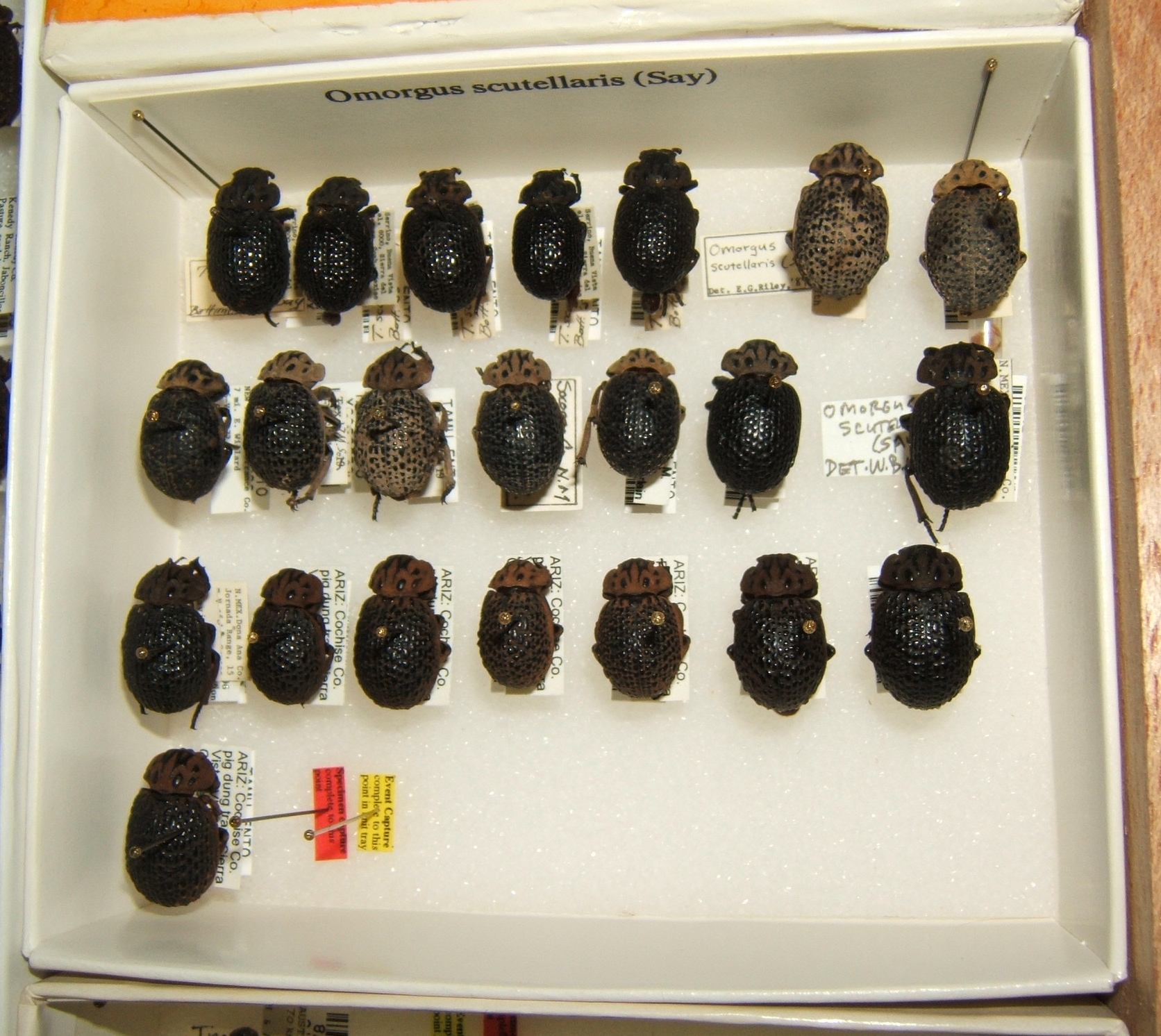
Omorgus scutellaris variation